# ティモレオン
ティモレオン（希: Τιμολέων 、英: Timoleon）は、古代ギリシアの都市国家コリントスの政治家であり、将軍。シチリアにあるシュラクサイを僭主たちから解放したのみならず、カルタゴによる8万の大軍勢をたった5000の軍隊で打ち破って撤退させ、シチリア全土に平和をもたらした。その偉大な功績により、シチリア諸都市の真の建国者として賞賛された。

## 生涯

### 兄殺し
紀元前360年頃、ティモレオンの兄ティモパネスはコリントスのアクロポリスを占拠し、コリントスの僭主となった。ティモレオンは、兄の権力を頼んで支配権を得ることができたにもかかわらず、コリントスに自由をもたらすことを選んだ。ティモパネスの暗殺を画策し、それを実行に移したのである。ただし、実の兄の殺害とあって、ティモレオンは自ら手を下すことはしなかった。こうしてコリントスは僭主政から解放され、民衆はティモレオンを愛国者として褒め称えた。しかし、ティモレオンの母はティモパネスを殺した彼のことを「神をも恐れぬ兄殺し」と軽蔑し、呪った。一部の市民にも兄殺しとして批判された。その為にティモレオンは精神を病んでしまい、自殺を図ろうとするも失敗し、20年にも及ぶ長い隠居生活を送ることとなった。

### シチリア島上陸

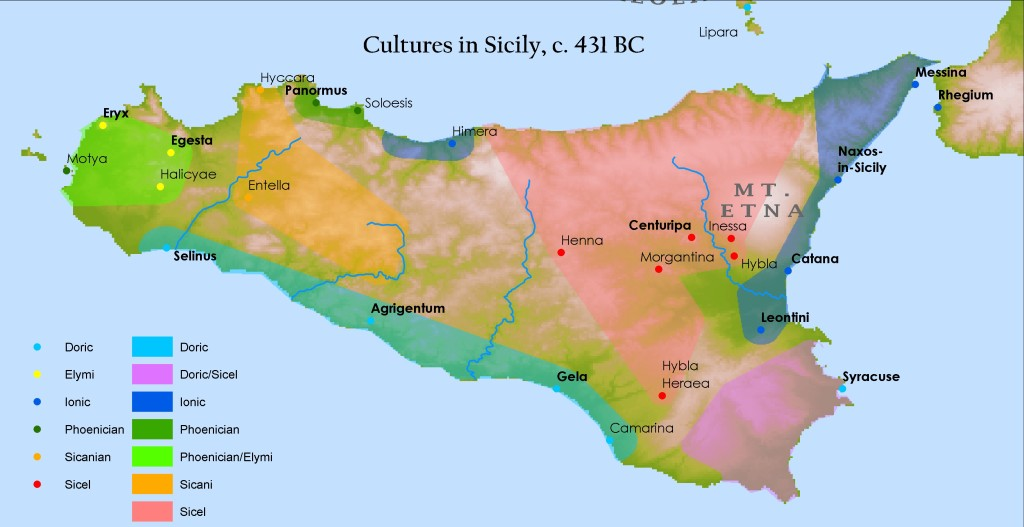
紀元前431年頃のシチリア

当時、シュラクサイはディオンが殺害され、ディオニュシオス2世が僭主の座に復権していたが、シュラクサイはレオンティノイの僭主ヒケタスによって包囲攻撃されていた。しかし、ヒケタスは自由のためではなく、自らの支配欲求のために戦っていた。
シュラクサイ人たちはコリントスへ使節を派遣し、この僭主同士の戦争から解放してくれる指導者を求めた。元はと言えばシュラクサイはコリントスの植民市であり、コリントスはシュラクサイの頼みを断ることができなかった。そこで選ばれたのがティモレオンであった。指揮官に任命されたティモレオンは、7隻の軍船と少数のコリントス重装歩兵、700人の傭兵を連れてシチリア島を目指した。その三日前にヒケタスは部分的にシュラクサイを支配することに成功しており、これを脅かされたくなかった彼は、カルタゴの三段櫂船20隻と使節をティモレオンに派遣した。使節は「ヒケタスの勝利によってもうすぐ戦争は終結する。その軍隊をコリントスへ帰還させていただきたい。ただ、もしよろしければ、ティモレオンは助言者としてヒケタスと同盟を結んでほしい」とティモレオンに伝えた。ティモレオンはこれに同意せず、密かに軍船に乗って出発すると、タウロメニオンに上陸し、そこで歓待を受けた。また、タウロメニオンの支配者から援助を受け、タウロメニオン市民軍の援軍を得ることが出来た。

### シュラクサイ戦
ティモレオンのシュラクサイ戦における功績は、プルタルコスとシケリアのディオドロスの著作によって記録されているが、書かれている内容は一致していない。以下の記述は、ディオドロスによるものである。
ヒケタスは自らの領地アドラノンに5000人の軍隊を派遣した。対するティモレオンは、1000人にも満たない軍隊でアドラノンに行進していた。ティモレオンはアドラノンに到着するや否や、夕食中の敵軍に奇襲攻撃を決行し、300人以上の兵士を殺害し、約600人の兵士を捕虜にした。その直後にシュラクサイに急いで行進し、今度は本拠に奇襲を仕掛けた。その結果、シュラクサイの一部地域を奪取することに成功した。しかし、ヒケタスは未だにシュラクサイの一部を領有しており、降参することはしなかった。
シュラクサイはディオニュシオス2世の支配領域（オルテュギア）、ヒケタスの支配領域（ネオポリスやその隣接地域など）、そしてティモレオンの奪い取った領域（その他の地域）と、三分割された。ヒケタスと同盟を結んでいたカルタゴは、シチリアの港に150隻の三段櫂戦で押し寄せ、約5万の兵士を上陸させた。ティモレオンはタウロメニオンからの援軍と、コリントスからの援軍によって軍隊を増強した。カタニアの僭主もティモレオンの味方となった。
紀元前343/342年、ティモレオンはオルテュギアに籠もっていたディオニュシオス2世を説得し、安全にコリントスまで亡命することを条件に降伏させた。何らかの理由（ヒケタスに裏切られることへの恐怖から。ギリシア人はカルタゴ人のことをバルバロイとして忌み嫌っていたため、裏切られると思ったのだろう）によってカルタゴ軍は撤退し、孤立したヒケタスはティモレオンに対抗することはできず、降伏した。こうして、ティモレオンはシュラクサイ全体を制圧することができた。
シュラクサイの全権を手に入れたティモレオンは、その復興に乗り出した。コリントスから移住者を募り、ディオクレスの法を元に民主政を確立した。僭主政の象徴でもあった砦は破壊され、その場には正義に基づく民衆裁判所が建てられた。オリンピアン・ゼウスの神官を招いて長官に任命した。また、カルタゴに支配されている領地を攻め、カルタゴから解放していった。

### カルタゴ戦
自らの領地を解放していくティモレオンにカルタゴは激怒した。また、ヒケタスは僭主の座を諦めきれず、カルタゴに再びシュラクサイを攻めるよう要請した。この結果、カルタゴはハミルカルとハスバルドルを指揮官に任命し、シチリアの西部リリュバイオンに大軍（歩兵7万、戦車・騎兵1万）を派遣した。リリュバイオンに結集したカルタゴ軍は、シュラクサイ目指して行軍を始めた。
カルタゴ軍はシュラクサイに向かうため、クリミソス河を渡河する必要があった。これをチャンスと見たティモレオンは、コリントス軍とシュラクサイ軍から歩兵5000名と騎兵1000名を連れて出撃した。シュラクサイからクリミソス河までは200km以上あり、到着に8日掛かる。この間にティモレオン指揮下の1000名ほどの傭兵部隊が恐怖のために逃げ出した。クリミソス河に到着したティモレオン軍は、渡河地点がよく見える丘に布陣し、カルタゴ軍の到着を待った。
総勢8万にも及ぶカルタゴの大軍が現れ、クリミソス河の浅瀬から渡河を始めた。カルタゴ軍の一万の戦車・騎兵部隊が渡り終えた頃に、ティモレオンは騎兵部隊に突撃命令を出した。ここに、クリミソス河の戦いが勃発した。ギリシア騎兵部隊は一万の戦車・騎兵部隊を陽動し、カルタゴ戦車・騎兵部隊は追撃するあまり遠くへ離脱してしまった。無防備になったカルタゴ歩兵部隊に、ティモレオンは重装歩兵部隊を突入させた。クリミソス河の浅瀬の幅は狭く、カルタゴは大軍を展開させることができなかったので、少数の軍隊でも対抗することができた。白兵戦ではギリシア人の方が勇気と戦闘技術において勝っており、カルタゴ軍を圧倒した。次々と渡河してくる大量の兵士たちがカルタゴ軍を支えたが、天候悪化によってクリミソス河が荒れ始め、カルタゴ軍の士気は失墜した。そこに、ギリシア騎兵部隊に敗北したカルタゴ戦車・騎兵部隊が撤退するために雪崩れ込み、カルタゴ軍は大混乱に陥った。その内に河の水嵩も増し、激流となり、多くの渡河中のカルタゴ軍は溺れ死んだ。カルタゴ軍の精鋭部隊であった神殿部隊2500名のみが善戦したが、最終的に皆殺しにされた。カルタゴ軍は敗走を余儀なくされ、1万人が死に、1万5000人が捕虜として捕らえられた。カルタゴ軍の戦利品はあまりにも多かった為、全て集め終えるのに三日かかったという。
紀元前338年、カルタゴはシチリア島における領土をプラタニ以西に限定し、シチリア島の僭主たちを援助しないという条約に同意し、戦争は終結した。ティモレオンによってシチリア諸都市がカルタゴという強大な国家から解放されたのである。

### 引退
壮絶なカルタゴ戦を制した後、僭主を援助していたイタリアの実力者マメルクスを捕らえるなどし、ティモレオンは民主政確立に奔走した。復興にも更に力を入れ、僭主時代のことを思い起こさせないように、要塞なども尽く粉砕していった。僭主政を打破し、カルタゴを駆逐して平和をもたらしたティモレオンの偉大な功績はシチリア全土で賞賛され、ティモレオンこそがシチリア諸都市の真の建国者だと称されるようになった。その栄光により、ティモレオンは僭主にも勝る絶大な権力を得るようになった。
しかし、ティモレオンは自らが僭主となることを良しとせず、シュラクサイにおける全権を早々に放棄し、政界を引退した。その後、一市民として余生をシュラクサイで過ごした。引退後も彼の権威は失われることなく、彼の助言や意見は最も尊重された。死後、ティモレオンはティモレオンテウムと呼ばれる体育場に公費で埋葬され、シチリア全土の人々が葬儀に参列した。